# Lilac (train)
Le Lilac (ライラック) est un train express existant au Japon et exploité par la compagnie JR Hokkaido, qui relie la ville de Sapporo à celle d'Asahikawa. Son nom fait référence aux lilas qui poussent à Hokkaidō.

## Gares desservies
Le Lilac circule de la gare de Sapporo à la gare d'Asahikawa en empruntant la ligne principale Hakodate.
| Nom des gares |
| ------------- |
| Sapporo       |
| Iwamizawa     |
| Bibai         |
| Sunagawa      |
| Takikawa      |
| Fukagawa      |
| Asahikawa     |

## Matériel roulant
Les services Lilac sont effectués par des rames série 789-0. Dans le passé, ils ont été effectués par des rames séries 783 et 785.

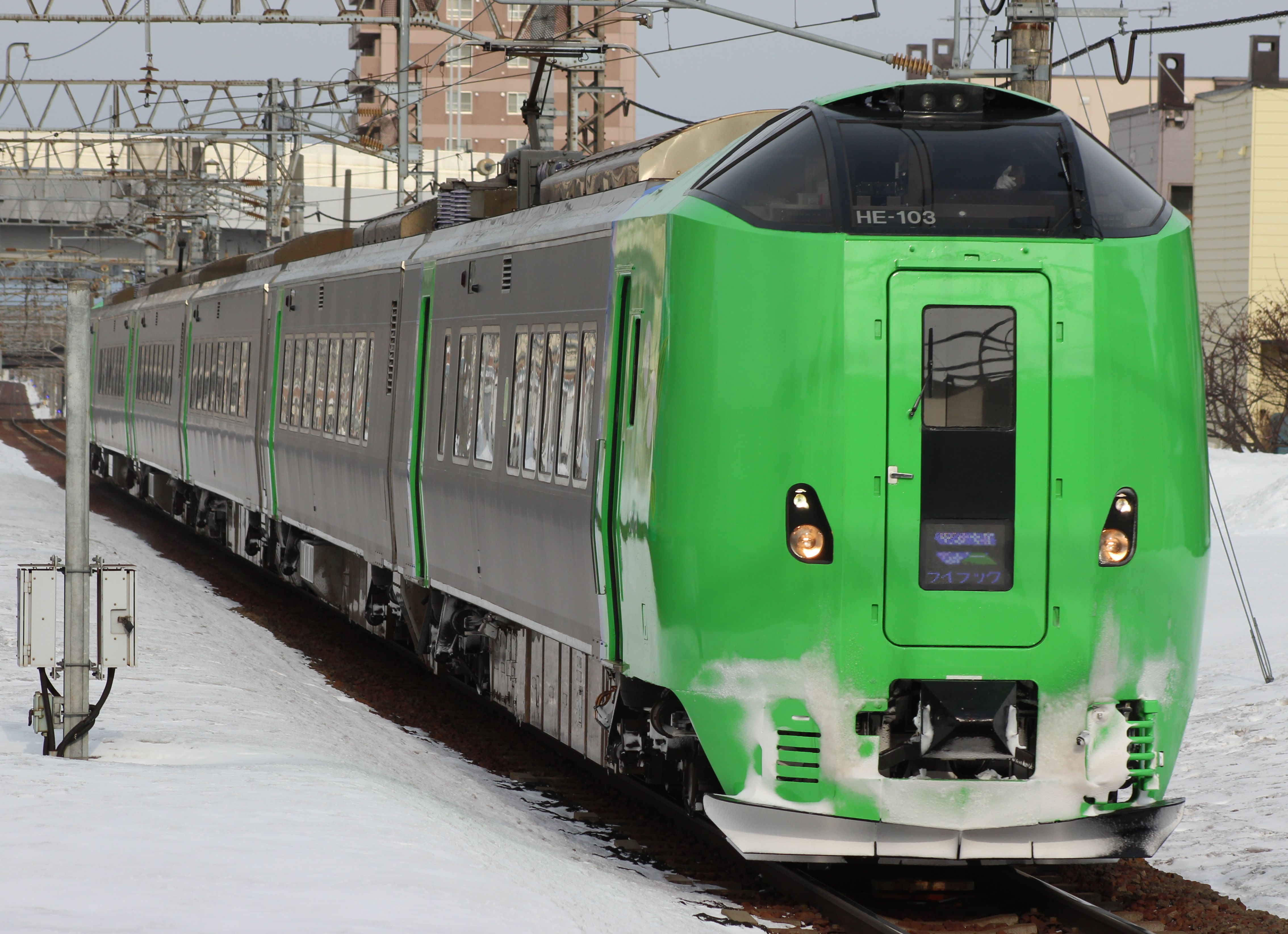
Série 789-0
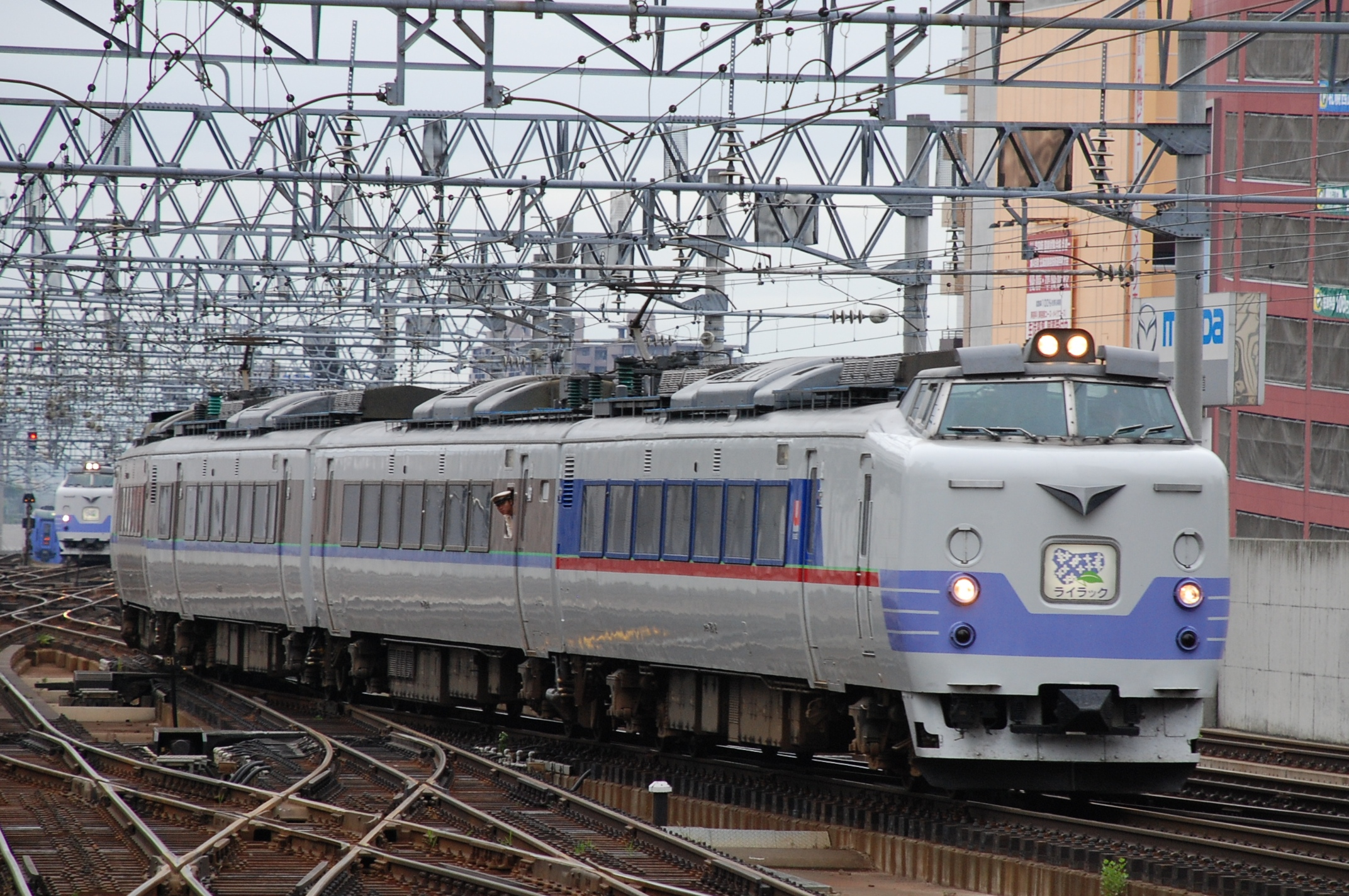
Série 783
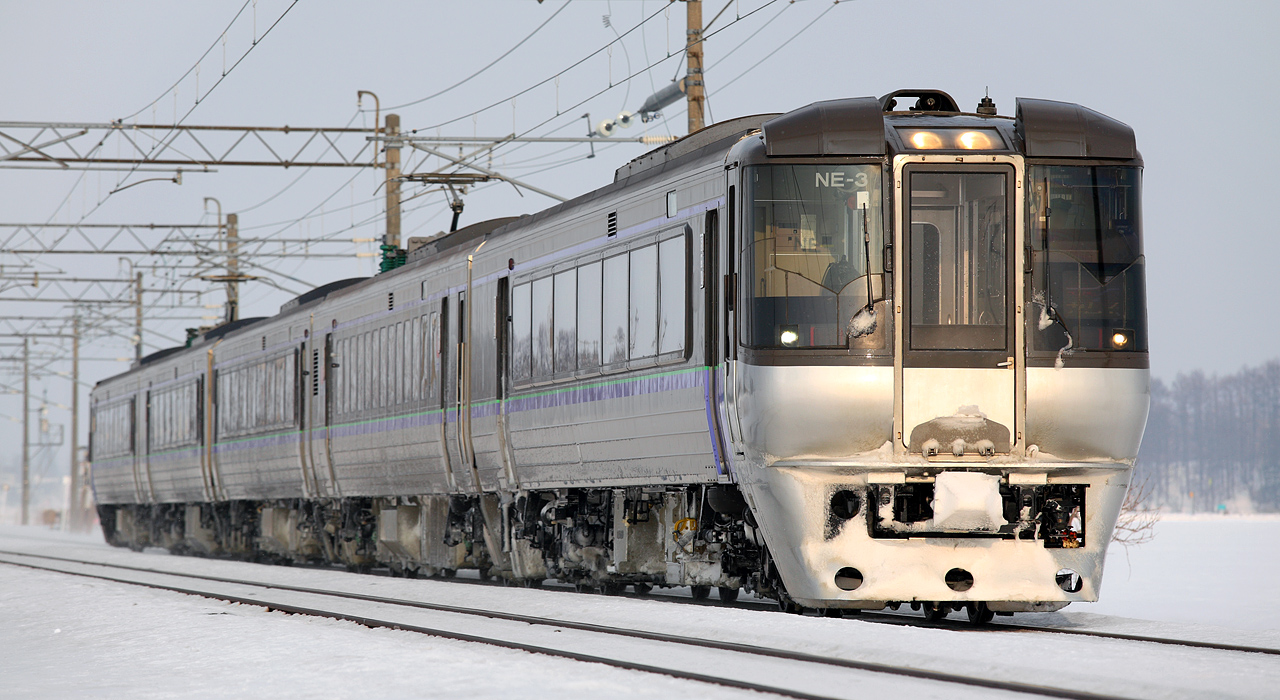
Série 785

## Composition des rames
- Série 789-0[1]:

| N° de voiture | 1     | 1       | 2       | 3       | 4       | 5           | 6           |
| Classe        | Green | Réservé | Réservé | Réservé | Réservé | Non réservé | Non réservé |